# Józef Popielas
Józef Popielas (ur. 28 marca 1911 w Sobótce, zm. 12 lutego 2005) – polski ekonomista i polityk. Minister komunikacji w latach 1960–1963, poseł na Sejm PRL I kadencji.

## Życiorys
Syn Walentego i Katarzyny, uzyskał wykształcenie ekonomiczne, w 1938 rozpoczął studia w Akademii Handlowej w Poznaniu. W wieku 19 lat rozpoczął pracę w Polskich Kolejach Państwowych, jako robotnik w Ostrowie Wielkopolskim, od 1930 pracował w Poznaniu. W PKP pracował do 1948, w tym jako naczelnik stacji Poznań Główny. Do 1939 należał do Związku Harcerstwa Polskiego. Pod koniec 1948 roku został przeniesiony do Komitetu Regulacji Płac Ministerstwa Komunikacji, od 1949 sekretarz w Związku Zawodowym Pracowników Kolejowych, a od 1950 do 1951 sekretarz generalny zarządu głównego. W okresie 1951–1957 podsekretarz stanu w Ministerstwie Kolei, 1957–1960 w Ministerstwie Komunikacji.
W 1946 wstąpił do Polskiej Partii Robotniczej, a w 1948 Polskiej Zjednoczonej Partii Robotniczej. Pełnił mandat poselski na Sejm PRL I kadencji. Od lutego 1960 do listopada 1963 był ministrem komunikacji w rządach Józefa Cyrankiewicza.
Po odejściu z rządu przez pięć lat reprezentował Polskę w Pradze jako zastępca dyrektora generalnego Wspólnego Parku Wagonów, dzięki jego inicjatywie rozpoczęto produkcję wysokojakościowych szyn w zmodernizowanej Hucie im. Tadeusza Kościuszki. Z jego nazwiskiem wiąże się również rozpoczęcie kursowania pierwszego po wojnie ekspresu Warszawa-Katowice. Po przejściu na emeryturę doradzał ministerstwom w swej dziedzinie.

## Odznaczenia
- Order Sztandaru Pracy II klasy (1959)[1]